# Šampaňské víno

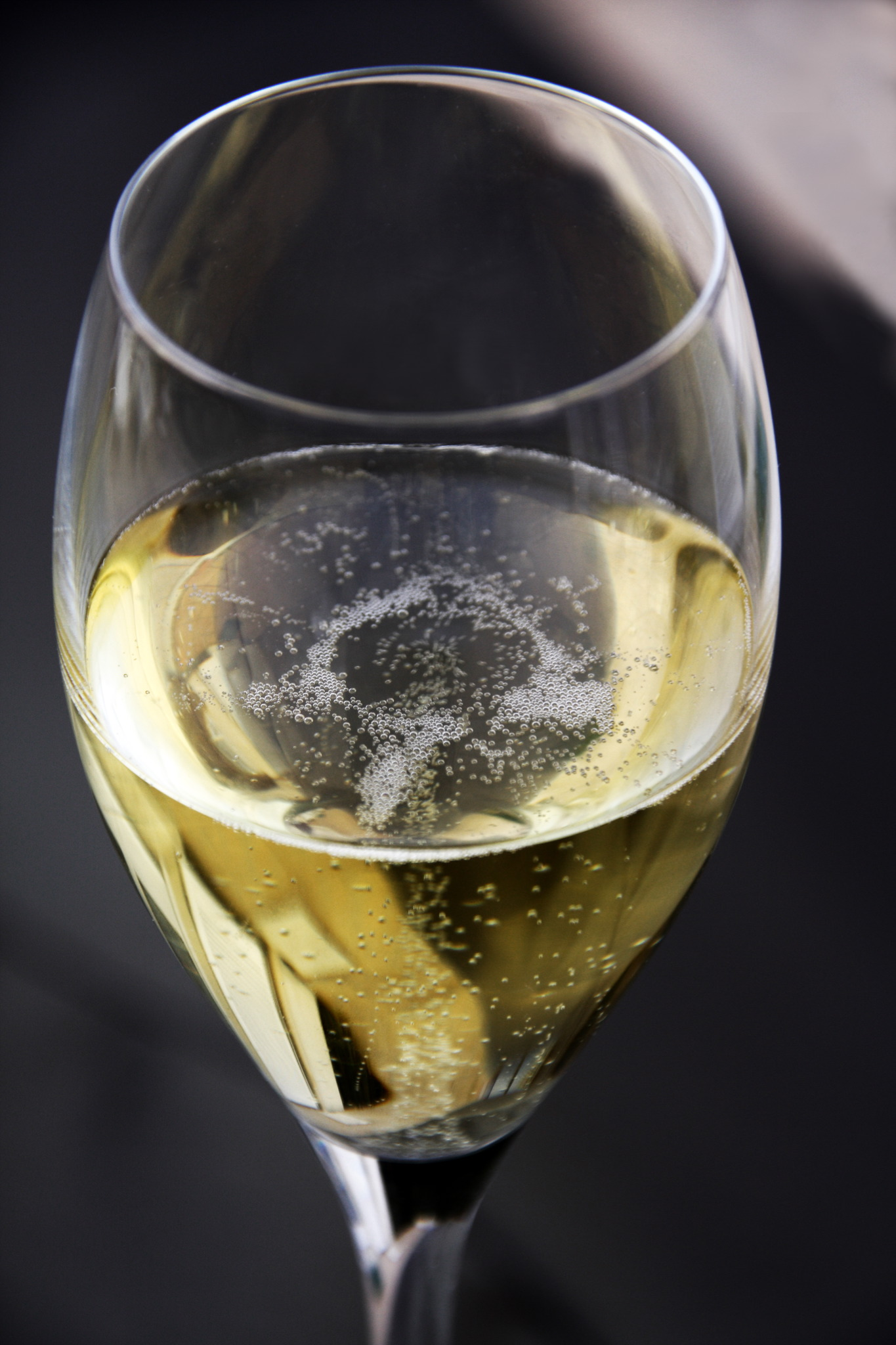
Sklenice šampaňského

Šampaňské víno je šumivé víno, které se vyrábí tak, že se v láhvi vyvolá sekundární kvašení vína, čímž vzniká oxid uhličitý. Víno s označením Champagne se může vyrábět pouze ve francouzské oblasti Champagne-Ardenne. Tato zásada je v Evropské unii zakotvena ve statutu chráněného místa původu (PDO). Výroba šampaňského je povolena ze sedmi odrůd, ze kterých jsou nejpoužívanější rulandské modré, mlynářka a Chardonnay. Chardonnay – vyznačuje se jemným aroma a výraznou kyselinkou. Zraje pomalu a přináší svěží květinové a ovocné tóny. Pinot Noir – přináší aroma vyzrálého ovoce a dává šampaňskému potřebnou sílu a tělnatost. Šampaňské Meunier, v němž je odrůda mlynářka (meunière) zastoupena větším dílem, má poněkud menší potenciál k zrání. Zbylé čtyři odrůdy jsou Rulandské bílé (Pinot Blanc), Rulandské šedé (Pinot Gris), Arbane a Petit Meslier.

## Historie

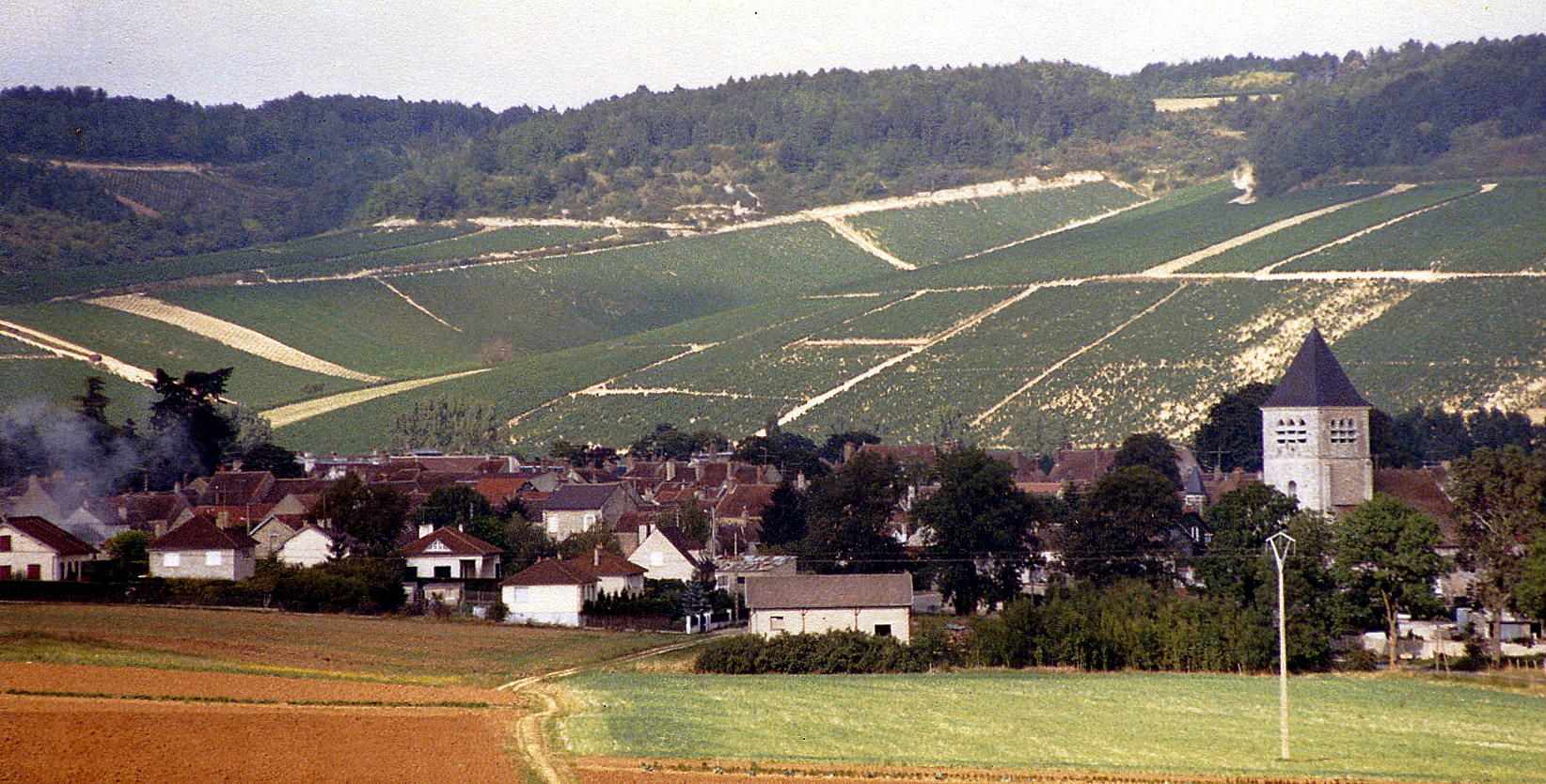
Vinice v kraji Champagne ve Francii

Vinná réva se v kraji Champagne (z latinského slova Campus – pole) pěstovala již v roce 79, tedy mnohem dříve, než bylo vůbec objeveno šumivé víno (šampaňské). Oblast Champagne (ve starofrancouzštině Champaign) se rozkládá na evropských křižovatkách, což mělo v historii kladné – Remeš (Reims) a její okolí se staly centrem obchodu – i záporné následky: V 5. století tudy prošel obávaný vůdce Hunů Attila, když táhl na Paříž, aby ji vyplenil. Ve 14. století se kraj nevyhnul stoleté válce a v 17. století válce třicetileté. V době římské, se v Champagne nejen pěstovalo víno, ale začal se zde těžit i vápenec. Opuštěné lomy s až 90 m hlubokými křídovými sklepy a chodbami, jež zbyly po těžbě, se později staly ideálním místem pro dozrávání šampaňského vína. Traduje se, že tajemství bublinek ve víně čili šampaňské víno jako takové objevil benediktinský mnich Dom Pérignon. Druhá, pravděpodobnější verze však tvrdí, že se je naopak snažil z šampaňského vína dostat, když se v něm vytvořily přirozenou cestou druhotným kvašením (pravděpodobně při převozu „šampaňských“ vín z Francie do Anglie). Nepochybně však přispěl k historii a výrobě šumivého šampaňského vína.
Nejvýznamnějším městem regionu Champagne-Ardenne je Remeš (Reims), jež leží v Pařížské pánvi asi 150 km severovýchodně od Paříže. Město je centrem výroby šampaňského (hned za[zdroj⁠?!] Remeší následuje Epernay). Nicméně hlavním městem regionu je Châlons-en-Champagne.

## Producenti
V oblasti Champagne existuje mnoho — asi přes tisíc producentů šampaňských vín, někteří pěstitelé pouze pěstují révu, hrozny pak prodávají šampaňským domům, kde se vína lisují, procházejí první fermentací, následně procházejí scelováním, a po přidání kvasinek a třtinového cukru, vína zrají v hlubokých a dlouhých křídových sklepech, kde se víno rozvíjí a druhotným kvašením se v něm vytvářejí bublinky.

### Nejznámější producenti

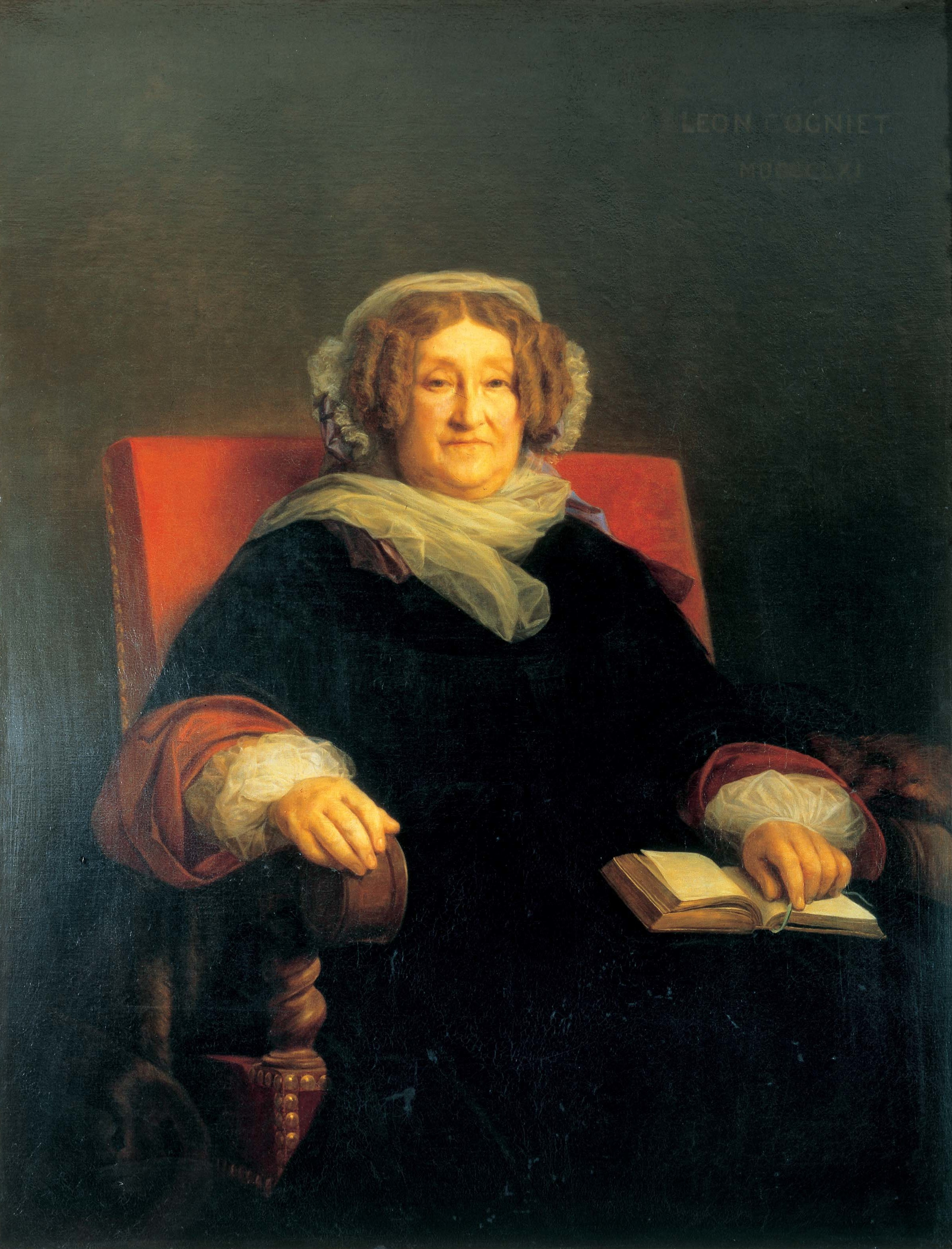
Portrét madame Clicquot Ponsardin, významné producentky šampaňského vína (kolem 1860)

Jsou označováni jako Grandes Marques. Mezi nejznámější značky šampaňského vína patří Dom Pérignon a Veuve Clicquot Ponsardin (běžně nazývaná jen Veuve Clicquot). Toto je tabulka předních producentů a jejich cuvée (prestižních značek):
| Dům                                                      | Datum založení | Místo             | Prestižní cuvée Ročník, je-li uveden                                                                          | Externí odkaz                               | Vlastník                                                             |
| -------------------------------------------------------- | -------------- | ----------------- | --- | ------------------------------------------- | -------------------------------------------------------------------- |
| Henri Abelé                                              | 1757           | Remeš             | Sourire de Reims                                                                                              |                                             | Freixenet                                                            |
| Ayala                                                    | 1860           | Ay                | Grande Cuvée (ročníkové)                                                                                      |                                             | Société Jacques Bollinger                                            |
| Besserat de Bellefon                                     | 1843           | Épernay           | Cuvée des Moines                                                                                              |                                             | Lanson International                                                 |
| Billecart-Salmon                                         | 1818           | Mareuil-sur-Ay    | La Grande Cuvée                                                                                               |                                             | Nezávislý rodinný dům                                                |
| Bollinger                                                | 1829           | Ay                | Vieilles Vignes Françaises (ročníkové) R.D. (Récemment Dégorgé) (ročníkové)                                   |                                             | Société Jacques Bollinger                                            |
| Boizel                                                   | 1834           | Épernay           | Joyau de France (ročníkové)                                                                                   |                                             | Groupe Boizel, Chanoine, Champagne (BCC)                             |
| Canard-Duchêne                                           | 1868           | Ludes             | Grande Cuvée Charles VII                                                                                      |                                             | Alain Thiénot                                                        |
| De Castellane                                            | 1895           | Épernay           | Commodore (ročníkové)                                                                                         |                                             | Laurent Perrier                                                      |
| Cattier                                                  | 1918           | Chigny-les-Roses  | Clos du Moulin                                                                                                |                                             | Nezávislá společnost                                                 |
| Charles de Cazanove                                      | 1811           | Remeš             | Stradivarius                                                                                                  | -                                           | Groupe Rapeneau                                                      |
| Chanoine Frères                                          | 1730           | Remeš             | Tsarine | ,                                           | Groupe Boizel, Chanoine, Champagne (BCC)                             |
| Chopin Didier Archivováno 6. 1. 2020 na Wayback Machine. | 1989           | Épernay           | La Cuvée d'Exception, Millésime 2001                                                                          | Archivováno 6. 1. 2020 na Wayback Machine.  | Didier Chopin                                                        |
| Delbeck                                                  | 1832           | Remeš             | ? (ročníkové)                                                                                                 | ?                                           | ?                                                                    |
| Deutz                                                    | 1838           | Ay                | Amour de Deutz (ročníkové)                                                                                    |                                             | Louis Roederer                                                       |
| Drappier                                                 | 1808           | Urville           | Grande Sendrée (ročníkové)                                                                                    |                                             | Nezávislý rodinný dům                                                |
| Duval-Leroy                                              | 1859           | Vertus            | Femme de Champagne, Fleur de Champagne                                                                        |                                             | Rodinný dům                                                          |
| Nicolas Feuillatte                                       | 1972           | Chouilly          | Palmes d'Or                                                                                                   |                                             | Družstevní vlastnictví                                               |
| Gauthier                                                 | 1858           | Épernay           | Grande Réserve Brut                                                                                           |                                             | Lanson International                                                 |
| Paul Goerg                                               | 1950           | Vertus            | Cuvée Lady C. (ročníkové)                                                                                     |                                             | -                                                                    |
| Gosset                                                   | 1584           | Ay                | Celebris (ročníkové) Grand Millésime (ročníkové)                                                              |                                             | Renaud-Cointreau                                                     |
| Heidsieck & Co Monopole                                  | 1785           | Épernay           | Diamant Bleu (ročníkové)                                                                                      | Archivováno 17. 1. 2008 na Wayback Machine. | Vranken-Pommery Monopole Archivováno 17. 1. 2008 na Wayback Machine. |
| Charles Heidsieck                                        | 1851           | Remeš             | Blanc des Millénaires (ročníkové)                                                                             |                                             | Rémy-Cointreau                                                       |
| Henriot                                                  | 1808           | Remeš             | Cuvée des Enchanteleurs (ročníkové) brut Souverain (ročníkové)                                                |                                             | Nezávislá společnost                                                 |
| Krug                                                     | 1843           | Remeš             | Krug (Ročníkové) Clos du Mesnil, Clos du Ambonnay                                                             |                                             | LVMH                                                                 |
| Charles Lafitte                                          | 1848           | Épernay           | Orgueil de France (Only made in above average years)                                                          | Archivováno 17. 1. 2008 na Wayback Machine. | Vranken-Pommery Monopole Archivováno 17. 1. 2008 na Wayback Machine. |
| Lanson                                                   | 1760           | Remeš             | Noble Cuvée (ročníkové)                                                                                       |                                             | Lanson International                                                 |
| Laurent-Perrier                                          | 1812           | Tours-sur-Marne   | Grand Siècle, Alexandra                                                                                       |                                             | Laurent Perrier                                                      |
| Mercier                                                  | 1858           | Épernay           | Vendange (ročníkové)                                                                                          |                                             | LVMH                                                                 |
| Moët & Chandon                                           | 1743           | Épernay           | Dom Pérignon (ročníkové)                                                                                      |                                             | LVMH                                                                 |
| Moutard-Diligent                                         | 1927           | Buxeuil, Aube     | Vieilles Vignes "Cépage Arbane", Cuvée "6 Cépages"                                                            |                                             | Nezávislá společnost                                                 |
| Mumm                                                     | 1827           | Remeš             | Cuvée René Lalou                                                                                              |                                             | Pernod Ricard                                                        |
| Bruno Paillard                                           | 1981           | Remeš             | Nec Plus Ultra (ročníkové) brut première cuvée (ročníkové)                                                    |                                             | Nezávislá společnost                                                 |
| Perrier Jouët                                            | 1811           | Épernay           | Belle Époque (ročníkové)                                                                                      |                                             | Pernod Ricard                                                        |
| Piper-Heidsieck                                          | 1785           | Remeš             | Rare |                                             | Rémy-Cointreau                                                       |
| Pommery                                                  | 1836           | Remeš             | Cuvée Louise (ročníkové)                                                                                      |                                             | Vranken-Pommery Monopole Archivováno 17. 1. 2008 na Wayback Machine. |
| Louis Roederer                                           | 1776           | Remeš             | Cristal (ročníkové)                                                                                           |                                             | Nezávislý rodinný dům                                                |
| Pol Roger                                                | 1849           | Épernay           | Sir Winston Churchill (ročníkové)                                                                             |                                             | Nezávislý rodinný dům                                                |
| Ruinart                                                  | 1725           | Remeš             | Dom Ruinart (ročníkové) Ruinart blanc de blancs (ročníkové)                                                   |                                             | LVMH                                                                 |
| Marie Stuart                                             | 1867           | Remeš             | Cuvée de la Sommelière Brut Millésimé (Ročníkové)                                                             |                                             | Alain Thiénot                                                        |
| Taittinger                                               | 1734           | Remeš             | Comtes de Champagne (ročníkové)                                                                               |                                             | Taittinger                                                           |
| Thiénot                                                  | 1985           | Remeš             | Grande Cuvée (ročníkové) Cuvée Stanislas                                                                      | Archivováno 1. 8. 2020 na Wayback Machine.  | Alain Thiénot                                                        |
| de Venoge                                                | 1837           | Épernay           | Grand Vin des Princes (ročníkové)                                                                             |                                             | Groupe Boizel, Chanoine, Champagne                                   |
| Veuve Clicquot Ponsardin                                 | 1772           | Remeš             | Veuve Clicquot Ponsardin, La Grande Dame (ročníkové Carte jaune (Ročníkové) Clicquot Rich Reserve (ročníkové) |                                             | LVMH                                                                 |
| Vilmart                                                  | 1872           | Rilly-la-Montagne | Coeur de Cuvée (ročníkové)                                                                                    |                                             | Nezávislá společnost                                                 |
| Vranken                                                  | 1979           | Épernay           | Demoiselle | Archivováno 17. 1. 2008 na Wayback Machine. | Vranken-Pommery Monopole Archivováno 17. 1. 2008 na Wayback Machine. |

## Druhy šampaňského vína

### Neročníkové šampaňské víno
Vína se před druhotným kvašením scelují (mísí) z rezervních vín různých ročníků, odrůd a většinou i vinic. Výjimkou jsou specifická vína Blanc de Blancs – bílé z bílých, což znamená, že víno je vyrobeno stoprocentně z odrůdy Chardonnay; Blanc de Noirs – bílé z černých, které je vyrobeno pouze z Pinotu Noir a/nebo Pinotu Meunier, a Cépage Meunier – ze 100 % Pinotu Meunier. Neročníkové šampaňské víno není příliš vhodné k archivaci, jelikož může být sceleno z vín třeba až 10 let starých.

### Ročníkové šampaňské víno
Ročníková vína mohou být také směsi různých odrůd a vinic, ale musí pocházet ze stejného roku. Vína mají velký potenciál a lépe výpovídají o charakteristikách jednotlivých let. Pro výrobu těchto vín se používají ročníky výjimečných kvalit. V průměru jen tři ročníky z deseti mají dostatek tepla, aby z jejich vín mohlo být vytvořeno ročníkové šampaňské.
Rosé neboli růžové šampaňské víno může být jak ročníkové, tak neročníkové. Jeho výroba je však ještě pracnější a časově náročnější než tomu je u bílých šampaňských. V Champagne se obvykle používá metoda, při níž se do bílého šampaňského přidá malé procento nešumivého červeného vína. Druhá metoda je mnohem složitější, neboť vyžaduje velmi pečlivě kontrolovaný kontakt slupek modrých hroznů odrůd Pinot Noir a Pinot Meunier s moštem. Tato vína mají jemnější aroma, zatímco rosé vyrobené přimícháním nešumivého červeného vína má aroma robustnější, po červeném ovoci.
Blanc de Blancs šampaňské může být ročníkové i neročníkové, pro jeho výrobu jsou použity pouze hrozny odrůd Chardonnay, díky čemuž jsou tato vína lehčí, květinová. Ročníkové Blanc de Blancs mají veliký potenciál zrání a jsou vhodná k archivaci.